# جيمس شيكو هيرنانديز
جيمس شيكو هيرنانديز (بالإنجليزية: James Chico Hernandez)‏ هو مصارع رياضي أمريكي، ولد في 14 أبريل 1954.